# Астикратия
Астикратия (др.-греч. Ἀστυκράτεια) — имя нескольких персонажей греческой мифологии:
- дочь Амфиона и Ниобы, убитая Артемидой вместе с сёстрами[1][2][3];
- дочь Эола и Телепатры, упомянутая в схолии к «Одиссее»[4];
- дочь Полиида; её могилу в Мегаре показывали путешественникам во времена Павсания[2] (во II веке н. э.)[5].